# ژاک آشنبرویچ
ژاک آشنبرویچ (به فرانسوی: Jacques Aschenbroich) (زاده ۱۷ آوریل ۱۹۳۷) کارآفرین و مدیر ارشد اجرایی فرانسوی است، که در حال حاضر به‌عنوان مدیر عامل اجرایی شرکت والئو فعالیت می‌نماید. وی پیش از پیوستن به والئو، سال‌ها در شرکت سن-گوبن عضویت داشت.